# Adoor Gopalakrishnan
Adoor Gopalakrishnan (3 luglio 1941) è un regista, sceneggiatore e produttore cinematografico indiano.

## Carriera
Ha avuto un ruolo importante nella diffusione del cinema Malayalam negli anni '70. Il suo primo film Swayamvaram (1972) è considerato tra i pionieri delle pellicole del Kerala. Nel corso della sua carriera ha vinto 16 volte i National Film Awards ed è stato anche insignito del premio British Film Institute per Elippathayam (1982).
Nel 1984 ha ricevuto il Padma Shri e nel 2006 il Padma Vibhushan.

## Filmografia parziale
- 1972 - Swayamvaram
- 1977 - Kodiyettam
- 1981 - Elippathayam
- 1984 - Mukhamukham
- 1990 - Mathilukal
- 1993 - Vidheyan
- 1995 - Kathapurushan
- 2002 - Nizhalkuthu
- 2007 - Naalu Pennungal
- 2016 - Pinneyum